# Slag bij Hohenmölsen
De Slag bij Hohenmölsen vond plaats op 15 oktober 1080 tussen keizer Hendrik IV en tegenkoning Rudolf van Rheinfelden. Hohenmölsen is een plaatsje in Saksen-Anhalt. De slag was een nederlaag voor Hendrik maar doordat Rudolf dodelijk gewond raakte, pakte het resultaat toch in het voordeel van Hendrik uit.

## Aanleiding
Hendrik probeerde zijn troepen uit het zuiden en westen van Duitsland te verenigen met die uit Bohemen en het markgraafschap Meißen. Daarvoor was het nodig om Rudolfs Saksische bondgenoten te ontwijken. Hendrik wist de Saksen met succes weg te lokken door te doen alsof hij naar Goslar trok, terwijl zijn hoofdmacht door het zuiden van Saksen naar het oosten trok. Hendrik hoopte zijn troepen te verenigen aan de Saale of aan de Zwarte of de Witte Elster. Het leger van Rudolf merkte dat het was misleid en achtervolgde Hendrik. Rudolf achterhaalde Hendrik aan de westelijke oever van Elster bij Hohenmölsen. De troepen uit Bohemen en Meißen waren nog aan de oostelijke oever. Hendrik trok zich terug in een drassige vallei, de Grona.

## Veldslag
De drassige grond beschermde Hendrik tegen het leger van Rudolf. De brug over de Elster in Zeitz was in handen van de burgers van de stad die Rudolf steunden. Om zijn leger te verenigen moest Hendrik de brug veroveren, of een nieuwe brug bouwen. Rudolf wilde Hendrik tot een gevecht dwingen en niet laten ontsnappen. Omdat de lange achtervolging zijn cavalerie had uitgeput, beval Rudolf alle ridders met vermoeide paarden om te voet te vechten.
De infanterie van Rudolf opende samen met de ridders te voet de veldslag. Onder leiding van Otto I van Northeim vielen ze dwars door het drassige gebied het kamp van Hendrik aan. Met het restant van zijn cavalerie viel Rudolf het leger van Hendrik aan. Het lukte Otto om het kamp te veroveren en zijn mannen van plunderen te weerhouden. Daarna kon hij ook hij het leger van Hendrik aanvallen. Het leger van Hendrik verbrak de rangen en sloeg op de vlucht. Hendrik wist te ontkomen maar veel van zijn soldaten verdronken in de Elster.

## Resultaat
Rudolf was in de veldslag zwaargewond geraakt aan zijn buik en had zijn rechterhand verloren. Na korte tijd bezweek hij aan zijn verwondingen. Hoewel het verzet tegen Hendrik zou voortduren had de opstand hiermee geen echte leider meer en was de directe dreiging voor de positie van Hendrik voorbij.

### Hand
In de middeleeuwse propaganda van Hendrik was het heel belangrijk dat Rudolf was overleden doordat hij zijn rechterhand had verloren. Omdat Rudolf met die hand de koningseed had afgelegd, werd dit uitgelegd als een teken van God dat dit een valse eed was - en Hendrik dus de terechte koning.